# Servius Tullius

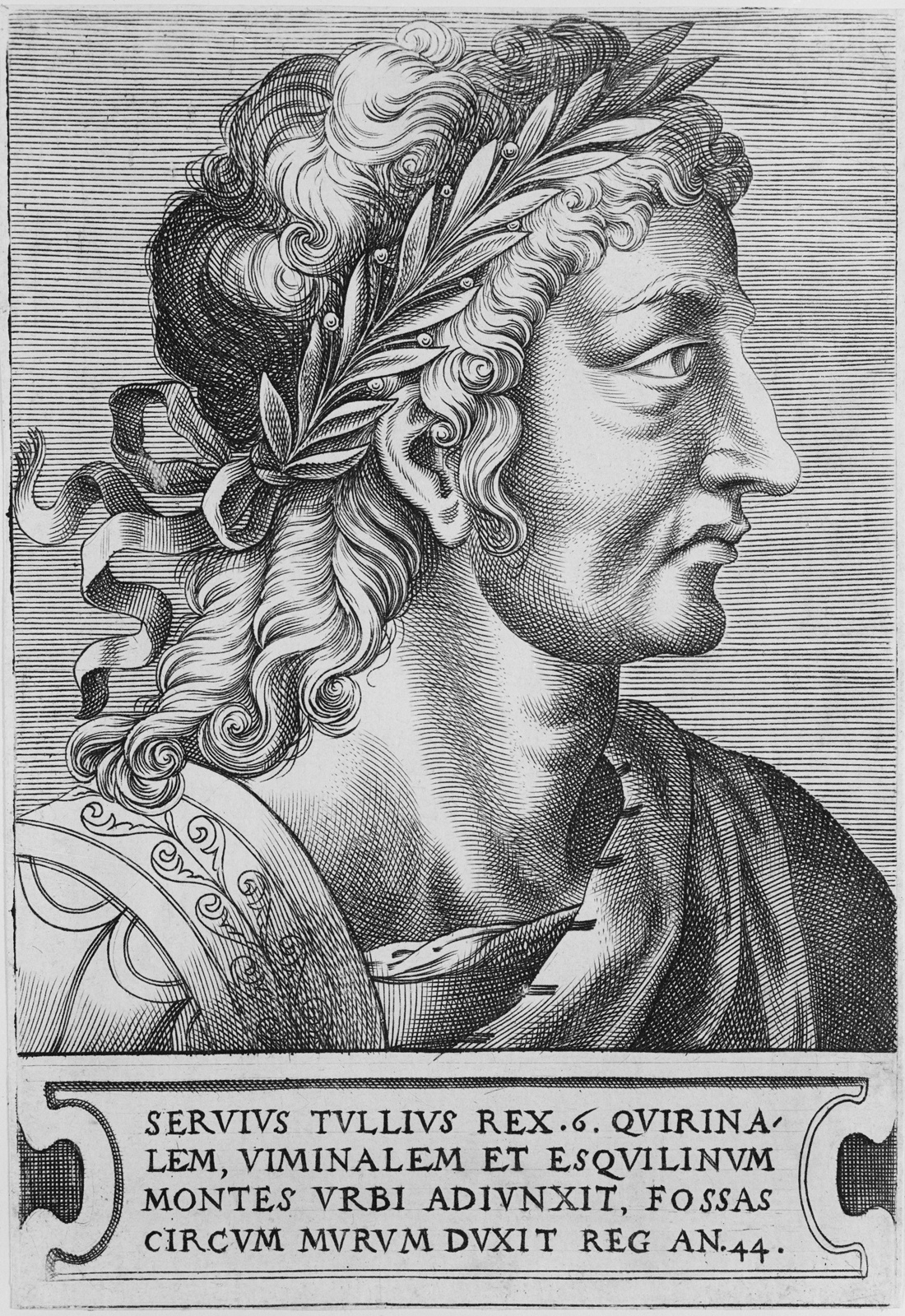
Servius Tullius, enligt ett porträtt från 1500-talet

Servius Tullius var enligt traditionen Kungariket Roms sjätte kung och regerade 577 f.Kr. - 534 f.Kr..
Servius Tullius tros ha varit etrusker och var gift med kung Tarquinius Priscus dotter. När svärfadern mördats så hemlighöll man hans död och Servius sattes att regera i svärfaderns namn. "Han skulle skipa lag och bestrida konungens övriga åligganden."
Servius visade sig i purpurmanteln och med liktorer och satte sig på kungens tron och avgjorde vissa mål. Under det man således i flera dagar, sedan Tarquinius redan avlidit, höll hans död hemlig, förstärkte Servius sin makt under sken av att företräda Tarquinius Priscus.
Först senare kungjordes kungens bortgång och klagogråten i kungahuset tog sin början och Servius, omgiven af en stark vakt, var den förste, som, utan att folket valt honom, emottog regeringsmakten. 
Ancus Marcius söner hade redan då de trodde att kungen levde och att Servius var så mäktig, begivit sig till Suessa Pometia i landsflykt.
Han anses ha infört en författningsreform och fördelat de romerska borgarna efter förmögenhet, utan avseende på börd, i klasser och centurier för krigstjänst och senare även för politisk omröstning.
Han skall även för utskrivning ha indelat staden i fyra tribus och troligen ha gjort en början till landsbygdens indelning i tribus. Serviusmuren i Rom är uppkallad efter honom. 
Han delade in Roms befolkning i 193 centurior, som bildade sex klasser. Genom att placera de rika som hade lägst antal i de första centuriorna, de mindre rika som var flera i de följande och de egendomslösa i den sista centurian och då varje centuria hade en röst förblev makten hos de rika.
Han blev – säger sägnen – efter 44 år som regent mördad av sin svärson, Tarquinius den yngre. Hans egen dotter, Tullia, påstås ha legat bakom och planerat mordet och till och med att ha kört över faderns lik med vagn på Skurkarnas gata (Vicus sceleralus).